# B.T.R.
B.T.R. är ett bulgariskt heavy metal-band som bildades 1984. Bandet är ett av Bulgariens mest klassiska hårdrocksband. Bandet slog igenom först på 1990-talet. 2002 spelade B.T.R. med Deep Purples basist Glenn Hughes under en konsert.

## Medlemmar
Nuvarande medlemmar
- Ivan Kalfov – basgitarr, bakgrundssång (1992–)
- Slavcho Nikolov – gitarr, bakgrundssång (1993–)
- Atanas Penev – sång (1993–)
- Ilian Dikov – trummor (1997–)

Tidigare medlemmar
- Biser Boynov – trummor (?–1990)
- Georgi Siderov – trummor (1984–?)
- Valentin Guevski – gitarr (1984–1993)
- Milen Marchev – gitarr, basgitarr (1984–1988)
- Yasen Petrov – sång (1984–1988)
- Yavor Kanchev – basgitarr (1988–1990)
- Boyko Kovachev – sång, basgitarr (1988–1991)
- Emil Lazarov – sång (1989–1990)
- Ivan Lazarov – trummor (1990–1991; död 2015)
- Delin Ivanov – sång (1990–1991)
- Georgi Milev – trummor (1991–1996)
- Kiril Bojkov – gitarr (1991–2015)
- Hristo Angov – sång (1991–1993)
- Alexandar Karanjulov – trummor (1996–1997)

## Diskografi
Studioalbum
- Bending the Rules (1993)
- Feel the Life (1994)
- Б.Т.Р. '97 (1997)
- Мечти (1999)
- Играта (2002)
- Deja Vu (2008)
- Защо? (2014)
- Невидими стени (2018)

Livealbum
- B.T.R. Live (1992)

EP
- 7 балади / 7 Ballads (1998)

Samlingsalbum
- Salvation (2005)
- 93-04 (2005)
- 93-06 (2006)
- Най-доброто / The Best (2CD box) (2006)